# Белбез ан Коменж
Белбез ан Коменж (фр. Belbèze-en-Comminges) насеље је и општина у јужној Француској у региону Миди Пирене, у департману Горња Гарона која припада префектури Сен Годан.
По подацима из 2011. године у општини је живело 106 становника, а густина насељености је износила 11,09 становника/km². Општина се простире на површини од 9,56 km². Налази се на средњој надморској висини од 407 метара (максималној 601 m, а минималној 320 m).

## Демографија
| 1962. | 1968. | 1975. | 1982. | 1990. | 1999. | 2011. |
| ----- | ----- | ----- | ----- | ----- | ----- | ----- |
| 90    | 139   | 125   | 130   | 108   | 116   | 106   |

График промене броја становника у току последњих година